# Jehovas Vidner
Jehovas Vidner er et internationalt millenaristisk og restorationistisk trossamfund, hvis teologi og religiøse praksis på væsentlige punkter afviger fra de katolske og protestantiske dogmer, der ikke anerkender Jehovas Vidner som kristne, ligesom Jehovas Vidner ikke betragter katolikker/protestanter som kristne. Jehovas Vidner har cirka 8.686.980 (tal fra 2021) medlemmer på verdensplan, fordelt over cirka 119.297 menigheder.
Jehovas Vidner opfatter deres tolkning af Bibelen som meget bibelnær og som en åbenbaring af Guds ord. De anvender primært deres egen bibeloversættelse, som adskiller sig fra de fleste protestantiske bibler ved i et større omfang, at bruge navnet Jehova om Gud, navnet anses for at være den korrekte udtale af navnet på dansk, sammen med udtalelsen Jahve, der på hebraisk staves יהוה, d.v.s. bogstaverne YHWH (på dansk: JHVH). Navnet blev fjernet pga. jødernes overbevisning om at man ikke bør bruge guds hellige navn. Jehovas Vidner anerkender ikke læren om den treenige Gud, men tror at Jehova er den højeste Gud og skaberen af alle ting. De anser Jesus Kristus som en person der er underordnet den højeste Gud og er Guds søn. Helligånden er alene "Guds skabende kraft", og har ingen guddommelig status. De afviser læren om helvede og den udødelige sjæl. De tror på en nært forestående udryddelse af alle eksisterende landes statslige regeringer og at dette erstattes af et teokrati, der fremover vil herske over både himmel og den nuværende jordklode.
Trossamfundet udspringer af Bibelstudenterne. Bibelstudenterne blev grundlagt af Charles Taze Russell ved dannelsen af Zions Watch Tower and Tract Society i 1876. Den næste leder og præsident Joseph Franklin Rutherford foretog en række markante doktrinære og organisatoriske ændringer i den organisation, som siden 1931 er blevet kendt som Jehovas Vidner.
Jehovas Vidner er kendt for at forkynde for husstande, da det var måden de første kristne forkyndte, samt udbredelsen af bøger og blade som Vagttårnet og Vågn Op!. De afviser værnepligt og blodtransfusion. Anvendelsen af navnet Jehova, mener de, er essentiel for korrekt tilbedelse af Gud, grundet et vers i Joel der siger at "det er dem der påkalder Jehovas navn der skal frelses". De afviser en udødelig sjæl, treenigheden og helvede som ubibelske. De fejrer ikke jul, påske, fødselsdage og andre helligdage, som de mener har hedensk oprindelse. Medlemmerne opfatter deres tro som "sandheden" og mener at medlemmerne kan opnå at blive frelst, så længe de er en aktiv del af trossamfundet. Imidlertid opfatter de det sekulære samfund som værende moralsk korrupt og under indflydelse af Satan, hvorfor de vælger at begrænse deres samkvem med det omgivende samfund.
Jehovas vidner afviser brug af blodtransfusion, og bruger i stedet alternativer til blod som fx. ANH, aprotinin, desmopressin og TXA.
Trossamfundets disciplinære foranstaltninger omfatter udelukkelse, som er deres formelle betegnelse for ekskludering af medlemmer fra menigheden. Hvis man angrer sine handlinger, kan man blive optaget i menigheden igen, såfremt 3-4 af menighedens ældste vurderer at angeren er oprigtig. Et medlem af menigheden bliver kun udelukket hvis vedkommende har begået en alvorlig overtrædelse uden at ændre sind. Inden dette skridt foretages forsøger menighedens ældste at hjælpe den pågældende. Medlemmer, som formelt forlader trossamfundet, opfattes som uvirksomme, der har brug for at genopbygge troen og derfor har brug for hjælp og støtte.

## Historie

### Folkedrab på Jehovas Vidner under nazi-Tyskland
I Det Tredje Rige blev medlemmer af  Jehovas Vidner ofre for nazisternes massive forfølgelse. Jehovas Vidner fik som den eneste gruppe mulighed for at redde sig selv under den forudsætning at frasige sig deres tro og gud. Det var dog en løsning, meget få benyttede sig af.
Principper såsom at Jehova, Gud, er den øverste suveræne magt, at troende skal være neutrale i alle politiske sager samt et strengt forbud mod militærtjeneste var afgørende for Jehovas Vidners skæbne i det nazistiske og militaristiske Tyskland. 
Jehovas Vidner nægtede at tjene i den tyske hær og at sværge troskab til Hitler, idet det ville stride med grundsætningen om, at Jehova var den øverste suveræne magt. På grund af deres politiske neutralitet arbejdede de dog heller ikke direkte imod nazismen, men kæmpede alene for deres religionsfrihed og for retten til at missionere. 
Ud af de cirka 35.000 Jehovas Vidner der boede i Nazityskland og tyskbesatte lande, var der omkring 1.500 der mistede livet under holocaust. Dødsårsagen er ikke kendt i alle tilfælde.
Over 1.000 Jehovas Vidner døde i nazistiske koncentrationslejre og fængsler. De blev slidt ihjel af det hårde arbejde eller døde som følge af tortur, sult, kulde, sygdom eller manglende lægebehandling. Den brutale behandling førte også til at nogle døde kort efter deres løsladelse da Anden Verdenskrig sluttede.
Andre årsager: Nogle Jehovas Vidner blev dræbt i gaskamre, blev udsat for dødelige medicinske eksperimenter eller fik dødbringende indsprøjtninger.

## Trosoverbevisninger
Ifølge Jehovas Vidner blev Jesus i 1914 indsat som konge i Guds Rige i Himmelen. Jorden vil bestå til evig tid, og den vil (igen) blive omdannet til et paradis, under Guds riges styre, hvor mennesket vil blive ført tilbage til fuldkommenhed, som Adam og Eva mistede.
Det anses for meget vigtigt at bruge Guds navn under henvisning til bl.a. Romerne 10:13 og Joel 2:32 – et navn som den nøjagtige udtale ikke kendes af, men kan formodes at være Jèhowah, deraf Jehovah. Det består af fire konsonanter JHWH (grundet hebraisk skriftsprog. De første registreringer af Guds navn er på hebraisk). De benytter udtalen Jehova på trods af, at de fleste sprogforskere og andre lærde er enige om, at den korrekte udtale er Jahve eller alternativt Jahuah. Jehovas Vidner vægter navnet meget højt, men anser ikke udtalen som vigtig; dog mener de, at den tidligere mest udbredte udtale i USA, Sydamerika og Europa bør benyttes.
Jehovas Vidners bibelopfattelse adskiller sig på forskellige punkter fra andre kristne trossamfund. De afviser kristne dogmer som treenigheden, at Jesus er Gud, et helvede og læren om sjælens udødelighed og prædestination. De lærer også, at Jesus døde på en pæl og ikke blev korsfæstet på et kors, og at vi nu lever i den tid, som Bibelen kalder "de sidste dage".
De praktiserer ikke barnedåb da de ikke mener at et spædbarn kan tage stilling til tro. Dåben er en personlig beslutning, en person selv må tage, når personen selv føler sig parat. I Jehovas Vidners publikationer findes der eksempler på, at børn ned til 10 års-alderen er blevet "voksendøbt", men det er udbredt at lade sig døbe i de tidlige teenage- eller voksenår. I tilfælde af en senere udtrædelse vægter mindreåriges dåb lige så meget som voksnes dåb, og dermed er konsekvenserne ved en udtrædelse også de samme.

### Skabelsesberetning
Jehovas Vidner tror på, at Bibelens skabelsesberetning er sand, og at den ikke er i uoverensstemmelse med de videnskabelige fakta. De tror dog på, at jorden ikke er skabt på seks gange 24 timer, men derimod i seks perioder, som kan have varet tusinder af år, eller endda millioner af år.
Jehovas vidner har den opfattelse, at den uge, der beskrives i 1. Mosebog 1,3 til 1. Mosebog 2,3, og som ender med en hviledag, synes at danne en parallel til den uge, som israelitterne inddelte tiden i, og som endte med en sabbat på den syvende dag i overensstemmelse med Guds vilje (2. Mos. 20,8-11). Da Jehovas vidner tror at den sjette dag i skabelsesugen har varet i tusinder af år, drager de den konklusion, at hver af de seks skabelsesdage (perioder) også var på flere tusind år. Jehovas Vidner har tidligere haft opfattelsen, at året 1975 var afslutningen af det 6. årtusinde af den 7. skabelsesdag, og de forventede at 1000 års-riget ville indtræffe senest i 1975, og dermed ville dommens dag indtræffe inden da. Siden erkendte Vagttårnet, at man havde lagt for stor vægt på dette årstal blandt andet med følgende udtalelse: I årene efter 1966 handlede mange Jehovas Vidner i harmoni med ånden i denne vejledning og solgte alle deres ejendele.
At det hebraiske ord yom, som oversættes med 'dag', kan betyde andet end blot en periode på 24 timer fremgår af 1. Mosebog 2,4, hvor alle skabelsesperioderne tilsammen omtales som "den dag Gud skabte himmelen og jorden. Et andet vigtigt argument brugt af Jehovas Vidner er Peters udtalelse om, at en dag er for Jehova som tusind år, og tusind år som en dag (Peters 2. brev 3,8).

### Ændringer af bibelske forståelser
Jehovas Vidner har mange gange fornyet deres forståelse af enkelte bibelske tegn på "de sidste dage".
Det var tilfældet, da deres forståelse af, at den generation, der er født før 1914, ville leve når Harmagedon ville indtræffe. Profetien, som de byggede denne opfattelse på, er fra Matthæusevangeliet kap. 24 vers 34. I 1990'erne var den generation blevet temmelig gamle, hvorfor man var nødsaget til at foretage en ny tolkning "de sidste dage". Deres nuværende forståelse er, at "generationen" er "den lille skare", som lever på jorden nu, og at der vil være flere tilbage af dem når den "store trængsel" begynder.

## Organisation
Jehovas Vidner er et forholdsvist lukket trossamfund, der i overensstemmelse med deres bibelske fortolkning begrænser deres sociale kontakter med mennesker uden for deres eget samfund gennem arbejde, familie og missionsarbejde, da det ikke vellidt at pleje nære venskaber med anderledestroende, som tænkes at øve en negativ indflydelse. Deres møder er dog offentlige og alle kan besøge deres rigssale og afdelingskontorer. Hvis medlemmer i en periode ikke kommer til møderne, vil menighedens ældste og øvrige medlemmer kontakte dem for at opfordre dem til igen at komme regelmæssigt.
Jehovas vidner bliver ledet af det Styrende Råd. Deres organisatoriske anliggender bliver ledet af Vagttårnets Bibel- og Traktatselskab. Deres hovedkontor ligger i Warwick, New York. Der bor og arbejder omkring 800 Jehovas Vidner. Det skandinaviske afdelingskontor er i Holbæk og overser Danmark, Færøerne, Grønland, Island, Norge og Sverige.

### Medlemstal
Trossamfundet opgiver, at der i hele verden er 8.686.980 aktive medlemmer der forkynder, og at over 21 millioner i 2021 overværede den årlige højtid til minde om Jesu død. Jehovas Vidner betegner ikke selv antallet som medlemstal, men som antallet af "forkyndere". Medlemstallet omfatter derfor kun dem, der deltager aktivt i det offentlige forkyndelses- og bibelundervisningsarbejde med mindst 15 minutters forkyndelse om måneden. Der var i 2021 119.297 menigheder fordelt på 239 lande, og medlemstallet stiger med et par procent om året; stigningen fra 2015 til 2016 er 1,8 procent. Medlemstallet i Danmark og i resten af Skandinavien – og for så vidt også resten af Vesteuropa – viser en statistisk stagnation.
Således var der over 16.000 medlemmer i Danmark i begyndelsen af 1990'erne, mens medlemstallet i 2016 var faldet til et gennemsnit på 14.719, et fald på omkring 12 procent gennem sidste to årtier. I år 2019 var der 14.622 aktive forkyndere.

### Udgivelser
Jehovas Vidner (eller rettere Vagttårnets Bibel- og Traktatselskab) trykker bibelske bøger og udgiver bladene Vagttårnet og Vågn Op!. Disse tidsskrifter er verdens mest udbredte med et gennemsnitligt oplag på over 61 millioner eksemplarer.[kilde mangler] Udgifterne til trykning og distribution af bøger og blade dækkes udelukkende ved frivillige bidrag. Publikationer er tilgængelige på over 210 sprog.
De trykker ligeledes deres egen oversættelse af Bibelen, som på dansk bærer titlen Bibelen - Ny Verden-Oversættelsen, der – som det fremgår af oversættelsen – er "omhyggeligt sammenholdt med den hebraiske aramaiske og græske grundtekst". Det første af i alt seks bind udkom i 1950 på engelsk, og sidste bind udkom i 1960, og i 1961 udkom hele 'Ny Verden-oversættelsen' for første gang. Den danske oversættelse af hele Bibelen blev frigivet i 1985. I 2013 blev den engelsksprogede bibel udgivet i en revideret version. Den 27 januar 2018 blev den danske, norske og svenske oversættelse frigivet.

#### 'Vagttårnet – Forkynder af Jehovas Rige'
Vagttårnets Bibel- og Traktatselskab udgiver i Danmark bladet Vagttårnet – Forkynder af Jehovas Rige (The Watchtower – Announcing Jehovah's Kingdom). Bladet udkommer pr. januar 2017 i et gennemsnitligt oplag på 61.651.000 eksemplarer på 303 sprog.

#### 'Vågn op!'
Vagttårnets Bibel- og Traktatselskab udgiver i Danmark bladet Vågn op!. Bladet, som medlemmerne af Jehovas vidner ofte deler ud på gaden og fra hus-til-hus, er kendetegnet ved at indeholde artikler om forskellige emner, som kan være oppe i tiden, eller som udgiverne betragter som alment relevante. For eksempel spørgsmålet om, hvorfor kroppen ældes, forskellige naturfænomener, hvordan arkæologien bekræfter Bibelen samt spørgsmålet omkring evolution kontra skabelse. Hvad emnerne end måtte kredse om, rundes artiklerne ofte af med forskellige bibelcitater, hvor emnet perspektiveres i forhold til Bibelens budskab og trossamfundets religiøse overbevisninger.
Bladet udkommer pr. januar 2017 i et gennemsnitligt oplag på 60.240.000 eksemplarer på 117 sprog. Det er hermed sammen med søsterbladet Vagttårnet et af de mest udbredte tidsskrifter overhovedet. Bladet udkommer på dansk hver måned som blad og på CD. Det er også muligt at downloade mp3- og pdf-filer med bladets indhold fra organisationens hjemmeside.
Bladet udkom første gang på engelsk den 1. oktober 1919 under navnet The Golden Age ('Den Gyldne Tidsalder'). I 1937 ændredes navnet til Consolation ('Trøst'). I 1946 ændredes navnet igen. Denne gang til Awake! ('Vågn op!'). Bladet er udkommet siden 1925 på dansk-norsk og fra 1930 i en ren dansk version. Bladet hed på dansk Ny Verden fra 1930 til 1947.

## Ritualer

### Forkyndelse
Den primære aktivitet som Jehovas Vidner er kendt for er deres forkyndelsesarbejde, som består i at aktivt at opsøge mennesker fra hus til hus og på torve og gader. Dette gør de ved at uddele gratis materiale i form af bøger, blade og film. Deres formål med forkyndelsesarbejdet er at udbrede budskabet fra Bibelen - bl.a. gennem oprettelse af bibelstudier, hvis formål er en gennemgang af biblens lære og herigennem motivere personen til at lade sig omvende og døbe som Jehovas Vidne. Det forventes, at alle døbte Jehovas Vidner hver måned udfører forkyndelse, i det omfang omstændighederne tillader det. Et ældre og svagt medlem forventes at rapportere minimum 15 minutter om måneden. Hvis et vidne ikke rapporterer forkyndelse i 6 måneder, tæller dette vidne ikke længere med i statistikken over Jehovas Vidner. Alt forkyndelse bliver rapporteret til Vagttårnets Selskab.
For at kunne forkynde til alle mennesker i verden på et sprog de kan forstå, udgiver Jehovas Vidner blade, lyd- og filmproduktioner, bøger og Bibelen på 1030 sprog tilsammen. Alt dette er tilgængeligt på deres hjemmeside. Det indbefatter cirka 80 tegnsprog. Derudover udgiver Jehovas Vidner forskellige publikationer i punktskrift til blinde." Brochuren -Lyt til Gud og få evigt liv er oversat på over 640 sprog; Vagttårnet over 400 sprog og Vågn Op! over 200 sprog. Oversættelsesarbejde udføres af hundredvis af frivillige i over 130 lande. 
Hvert år udgives en årsrapport over Jehovas Vidners aktiviteter over hele verden. Hvert aktivt vidne over hele verden indgiver deres måneds-rapport over deres forkyndelsesarbejde den forgangne måned. Alle over 119.000 menigheder rapporterer dette samlet til selskabet.

### Mindehøjtiden om Jesu Kristi død
Jehovas Vidners vigtigste årlige møde er Mindehøjtiden, også kaldet Herrens Aftensmåltid. Begivenheden holdes på datoen for den den sidste nadver, efter solnedgang den 14. nisan efter den gamle jødiske kalender. Datoen er defineret som "14 dage efter at nymånen som er nærmest forårsjævndøgn er synlig i Jerusalem". På hjemmesiden jw.org, under Ofte stillede spørgsmål står der skrevet:
| “ | Nutidens jødiske kalender fastsætter tidspunktet for hvornår nisan måned begynder ved hjælp af den astronomiske nymåne, men den metode blev ikke brugt i det første århundrede. Derimod begyndte måneden når nymånen begyndte at blive synlig i Jerusalem, og det kan være én dag eller mere efter tidspunktet for den astronomiske nymåne. Denne forskel er en af grundene til at datoen for hvornår Jehovas Vidner holder mindehøjtid, kan være forskellig fra den dato jøderne i dag holder påske. | ” |

 Efter et foredrag om betydningen af den sidste nadver bydes symbolerne rundt, usyret brød og vin, men tages kun af de ganske få Jehovas Vidner, der mener at have håb om himmelsk liv efter deres død.

### Ugentlige møder
Jehovas Vidner afholder flere møder fordelt hen over en uge. Medlemmerne bestræber sig altid for at være til stede ved Midtugemøde og Weekendmødet. Disse møder foregår i rigssalene. Under Corona tiden foregik disse møder via Zoom. Der er fri adgang, og der optages ikke kollekt. Alle møder indledes og afsluttes med sang og bøn.

#### Midtugemøde
Dette møde blev ændret per 1. januar 2016. Første del begynder med sang og bøn, efterfølgende indledning til aftens møde.
- "Perler af Guds Ord" - Dette del handler om at finde perler ud fra Guds Ord og relevante artikler fra Vagttårnet.
- "Bliv dygtigere til at forkynde" - Her vises eksempler på hvordan man kan forkynde. Denne del erstatter den tidligere "Teokratiske Skole", hvor medlemmerne lærer at forkynde ud fra Bibelen samt at forbedre deres læseevner.

- "Vores liv som kristne" er anden del af mødet og indledes med en sang. Der gennemgås en artikel fra et "Arbejdshæfte til Tjenestemødet" hvor der er deltagelse fra tilhørerne, som opfordres til at kommentere. Nogle gange er der et foredrag om lokalt behov. Denne del efterfølges af et 30 minutters "menighedsbogstudium".[36] Mødet afsluttes med sang og bøn.

Det ugentlige pensum, som gennemgås ved Tjenestemødet, er det samme over hele jorden. Møderne varer med sang og bøn i alt 1 time og 45 minutter.

#### Weekendmøder
Primært om søndagen holdes der typisk et offentligt foredrag om et tema, som bliver behandlet ud fra et bibelsk synspunkt; foredraget varer 30 minutter. Efterfølgende fortsætter mødet med et studie af en artikel i Vagttårnet – Forkynder af Jehovas Rige. Dette studium varer en time. Det offentlige foredrag og studiet af Vagttårnet finder sted samme dag. Hele mødet varer 1 time og 45 minutter, inklusive sang og bøn.

#### Samlinger
Korte møder på ca. 10 minutter, som afholdes før en gruppe af Jehovas Vidner tager ud og forkynder i deres tildelte område. Disse møder kan afholdes hverdage såvel som i weekenden. Mødets hensigt er at give mødedeltagerne inspiration til samtaleemner i deres forkyndelsesarbejde, samt at aftale, hvilke gader de vil henlægge deres forkyndelse til. Her kommer kun dem, der har mulighed for det.

### Stævner
Jehovas Vidner afholder særlige stævner i årets løb. Disse større forsamlinger er sammensat af flere menigheder på én gang. Danmark er lige som andre lande opdelt i distrikter, kredse og menigheder. To gange om året mødes en kreds af menigheder i en af de tre stævnehaller i Danmark. Én gang om året til kredsstævner, som er todagesstævner, samt én gang årligt til "den særlige stævnedag". Stævnerne afholdes i Danmark i Jehovas Vidners stævnehaller i Silkeborg, Herlufmagle og Rønne.
Om sommeren afholdes der som regel områdestævne på "Jehovas Vidners Stævneplads" i Silkeborg. Med nogle års mellemrum afholdes ligeledes internationale stævner forskellige steder i verden. Sidst der blev afholdt et internationalt stævne i Danmark, var i 2003 i Brøndbyhallen og på Brøndby Stadion. I 2008 afholdtes sommerstævnet dog på NRGi Park i Århus, og i 2009 på Brøndby Stadion. Som til Jehovas Vidners andre møder er der gratis og offentlig adgang til stævnerne.

## Optagelse som Jehovas Vidne
For at kunne blive Jehovas Vidne skal man i en periode deltage aktivt i Jehovas Vidners aktiviteter, som at deltage i deres møder og forkyndelsesarbejde, hvis mulighederne er der. Derudover skal man have gennemgået et bibelstudie med Jehovas Vidner.
Når en person ønsker at indvi sit liv til at tjene Jehova, har man 2 møder med forskellige Jehovas Vidner, som ikke må være ens familie. Disse gennemgår omkring 67 bibelske spørgsmål, hvorefter de mødes og vurderer om man har forstået det bibelske indhold. Disse spørgsmål findes i bogen "Organiseret til at gøre Jehovas vilje"
Herefter døbes man til et af Jehovas Vidners stævner. Ved dåben sænkes kandidaten helt ned i vand, som beskrevet i Bibelen.

## Udelukkelse (tidligere udstødelse)
Jehovas Vidner bruger udelukkelse som menighedstugt. I de senere år har Jehovas Vidner konsekvent oversat det engelske udtryk "disfellowshipping" med "udelukkelse" på dansk frem for "udstødelse", men konsekvensen er den samme. Jehovas Vidner har strenge regler for moral. Det er f.eks. ikke muligt at være et Jehovas Vidne, hvis man samtidig er ægteskabsbryder; dog er der altid mulighed for genoptagelse i menigheden, såfremt den udelukkede angrer sine synder i overværelse af menighedens ældste. Imidlertid kan der gå op til et år eller mere efter at en udelukket har foretaget sin bevidste synd, til vedkommende kan blive optaget i fællesskabet.
Ifølge Jehovas Vidner gjorde de kristne i Jesu Kristi eftertid brug af udelukkelse fra menigheden. Jehovas Vidner er det eneste trossamfund i Danmark, der benytter sig af denne menighedstugt. Udelukkelse indebærer afskærelse fra menigheden og bruges for at få overtræderen til at forstå alvoren af deres handlinger, samt af hensyn til de øvrige medlemmer af menigheden. Inden udelukkelse finder sted, holdes der en eller flere samtaler med vedkommende. Formålet er, at hjælpe overtræderen til at ophøre med den eller de, efter Jehovas Vidners bibelbegrundede opfattelse, forkerte handlinger. I tilfælde af at synderen udviser oprigtig sindsændring, vil han normalt ikke blive udelukket. Sagens udfald er dog betinget af de ældstes vurdering af oprigtigheden af den sindsændring, som overtræderen giver udtryk for.

## Kritik
Jehovas Vidner er i medier blevet beskyldt for at beskytte pædofile og for at gøre det svært for medlemmer at anmelde overgreb. Dette forklares med at ældste i trossamfund tidligere havde tavshedspligt på lige fod med f.eks. advokater, præster og psykologer, en praksis der for alle disse grupper er ændret. Jehovas Vidner fordømmer alle typer af overgreb.[kilde mangler]
Trossamfundet er i medier også blevet kritiseret for at tilskynde unge mennesker til ikke at tage lange uddannelser. Jehovas Vidner fraråder deres medlemmer at stole blindt på uddannelsessystemer. Medlemmerne opfordres til at have en balance i livet, som sikrer at deres uddannelse ikke må tage al deres tid fra aktiviteter i trossamfundet og advarer om ikke at få fokus på status, prestige, penge og magt. Derudover har Jehovas Vidner har også mødt kritik for at forsøge at hverve skrøbelige og psykisk ustabile medlemmer på asylcentre. Præster fra folkekirken har dog også forsøgt lignende.
Der har været flere tilfælde hvor forældrene nægter, at deres barn må få donorblod. I nogle tilfælde har det medført fratagelse af forældremyndigheden, da myndighederne vurderer, at forældrene ikke handler i barnets bedste interesse.

## Kendetegn
- Jehovas Vidner er kendt for deres hus-til-hus forkyndelse og udbredelsen af deres bøger og blade som herunder Vagttårnet og Vågn Op!.
- De nægter at aftjene værnepligt.
- De afviser at modtage blodtransfusion.
- Jehovas Vidner mener, at anvendelse af navnet Jehova er vigtigt for korrekt tilbedelse af Gud.
- Jehovas Vidner anerkender ikke læren om den treenige Gud, men tror at Jehova er den højeste Gud og skaberen af alle ting, og at Jesus Kristus er Guds søn.
- De tror ikke på læren om et pinefuldt helvede og den udødelige sjæl, men at alt ophører ved døden.
- De tror på en nært forestående udryddelse af statslige regeringer og at de erstattes af et tusindårsrige, som vil herske over både himmel og den nuværende jordklode.
- De fejrer hverken jul, påske, fødselsdage og andre helligdage af hedensk oprindelse.
- Trossamfundets disciplinære foranstaltninger omfatter udelukkelse (den formelle betegnelse for udstødelse fra menigheden) i forbindelse med alvorlige og overlagte overtrædelser af biblen uden anger eller ønske om ændring.
- Jehovas Vidner opfatter deres tro som "sandheden".[48][49] Imidlertid opfatter de det sekulære samfund som værende moralsk fordærvet og under indflydelse af Satan, hvorfor de vælger at begrænse deres samvær med dem de ikke anser som rettroende.
- Jehovas Vidner samles to gange om ugen til undervisning baseret på Bibelen i rigssale eller lejede lokaler. Der er offentlig adgang. De er organiseret i ca. 119.712 menigheder i 240 lande.[50]
- Jehovas Vidner er et missionerende trossamfund, hvorfor de aktivt opsøger folk i deres hjem, ved telefonisk kontakt, brevskrivning eller ved at udbrede deres budskab på gågader og torve. De tilbyder gratis bibelkurser i folks eget hjem. Derimod deltager Jehovas Vidner ikke i økumeniske aktiviteter med andre religiøse samfund.